# Hans Alexis von Biehler

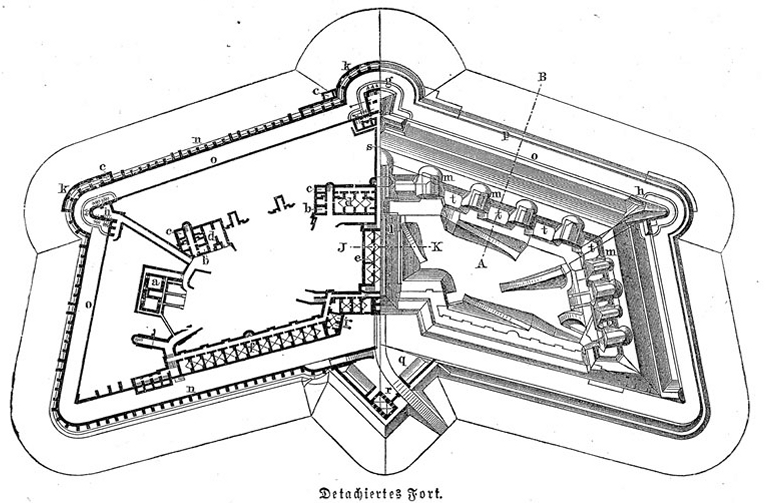
Plan typowego fortu biehlerowskiego

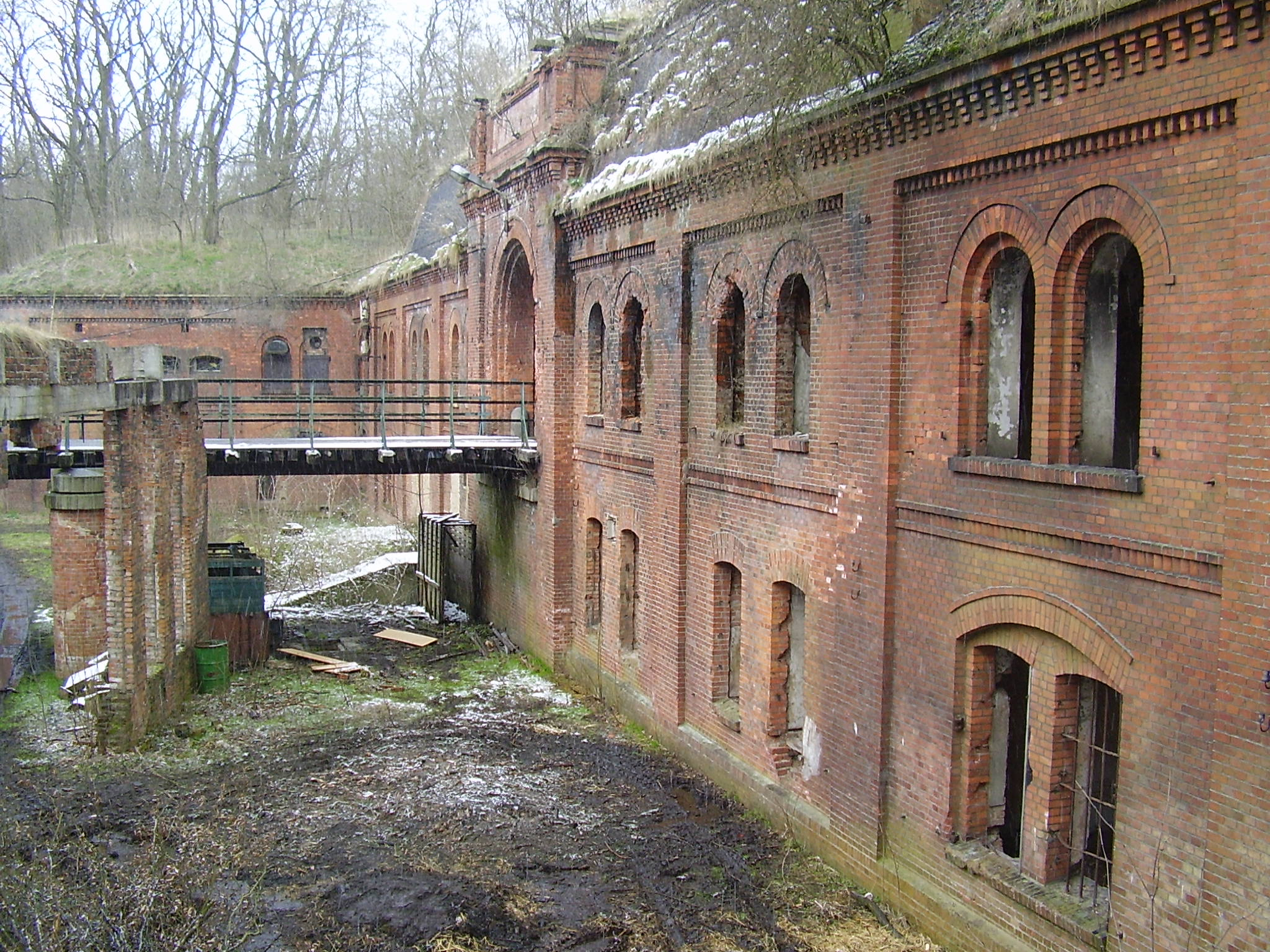
Fort III w Poznaniu

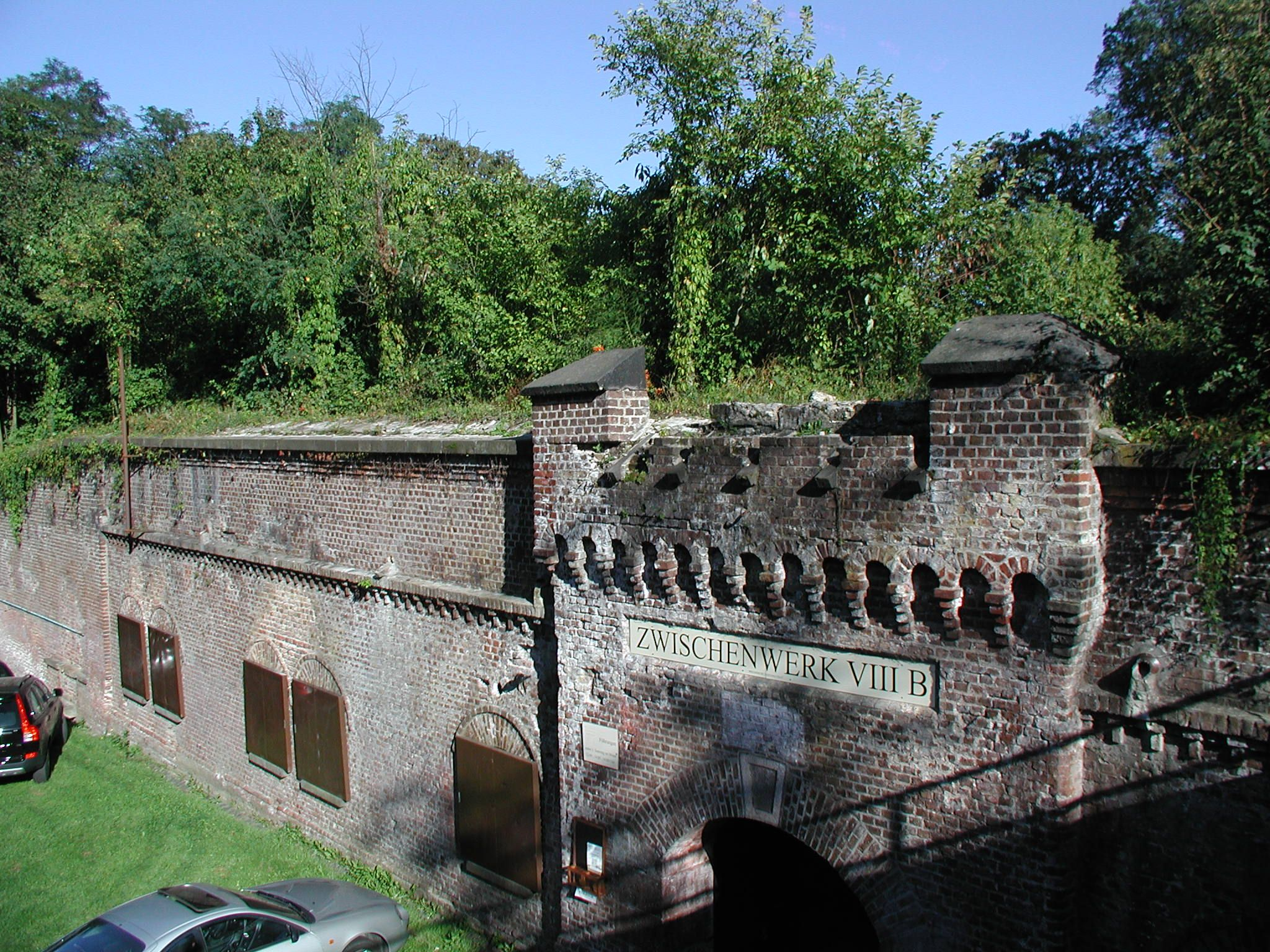
Zwischenwerk VIIIB w Kolonii

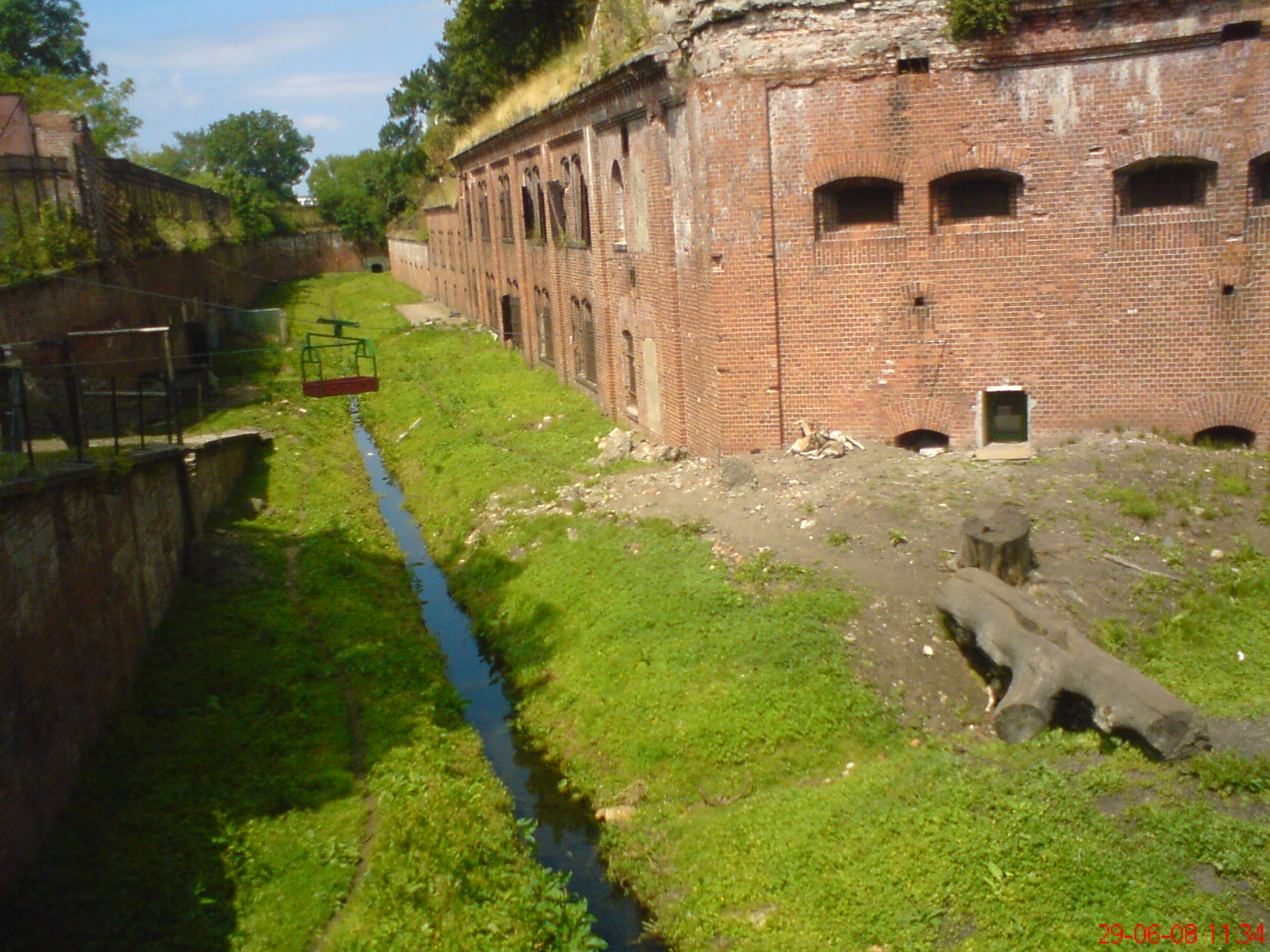
Fort IV w Toruniu

Hans Alexis von Biehler (ur. 16 czerwca 1818 w Berlinie, zm. 30 grudnia 1886 w Charlottenburgu) – pruski generał piechoty.

## Życiorys
Od 1836 roku służył w gwardyjskim oddziale pionierów. Od 1839 roku, po ukończeniu szkoły artylerii i inżynierii wojskowej, służył w 2. oddziale pionierów. W 1845 r. rozpoczął służbę w rozbudowywanej Twierdzy Szczecin. W 1853 r. ukończył przyspieszone praktyki biorąc udział w pracach komisji do spraw ufortyfikowania Berlina. Od 1855 roku wykładał w szkole artylerii i inżynierii wojskowej. Od 1863 r. był szefem inżynierii w Twierdzy Moguncja (Mainz). W 1865 roku został mianowany na stanowisko inspektora 7. Inspektoratu Fortecznego, a w 1868 – 3. Inspektoratu Inżynieryjnego. W 1873 roku został generalnym inspektorem twierdz oraz szefem Korpusu Inżynierów i Pionierów. Stanowisko to piastował do 1884 roku.

## Forty Biehlera
Forty artyleryjskie, które projektował Hans von Biehler, przeszły na trwałe do historii i były nazywane nazwiskiem autora. Od 1873 roku były masowo budowane w następujących miastach: Kolonia, Strasburg, Poznań, Toruń, Królewiec, Ingolstadt, Metz, Kostrzyn, Spandau, Ulm, Moguncja i Magdeburg.

## Odznaczenia
Odznaczenia gen. von Biehlera to między innymi:
- Order Orła Czerwonego I klasy z liśćmi dębu
- Order Królewski Korony III klasy z mieczami
- Krzyż Żelazny I klasy
- Odznaka za Służbę Wojskową
- Krzyż Wielki Orderu Zasługi Wojskowej (Bawaria)
- Komandor I klasy Orderu Zasługi Filipa Wspaniałomyślnego (Hesja)
- Krzyż Wielki Orderu Alberta (Saksonia)
- Krzyż Wielki Orderu Korony Wirtemberskiej (Wirtembergia)
- Kawaler Orderu Korony Żelaznej II klasy (Austro-Węgry)
- Komandor z Gwiazdą Orderu Franciszka Józefa (Austro-Węgry)
- Komandor Orderu Avis (Portugalia)
- Order Świętej Anny II klasy z brylantami (Imperium Rosyjskie)